# Булыка, Галина Александровна
Гали́на Алекса́ндровна Булы́ка (бел. Галі́на Алякса́ндраўна Булы́ка; род. 6 декабря 1960 года) — белорусский писатель, переводчик. Член Союза писателей СССР (1987). Дочь известного белорусского языковеда А. Н. Булыко.

## Биография
Родилась 6 декабря 1960 года в д. Осова Вороновского района Гродненской области в учительской семье.
Окончила химический факультет Белорусского государственного университета имени В. И. Ленина (1978—1983), Высшие литературные курсы в Москве (1989). Работала стажёром-исследователем в Институте физико-органической химии Академии наук Белорусской ССР (1983—1985), воспитателем в рабочем общежитии Минского мотоциклетно-велосипедного завода, инженером-наладчиком Управления пусконаладочных работ треста «Авторемстроймонтаж» Министерства автомобильной промышленности СССР (1985—1987). В 1990—1994 годы — редактор отдела еженедельной газеты «Культура», в 1994—1998 годах — заведующая отделом научно-теоретического и общественно-публицистического журнала «Беларуская думка», в 1998—2000 годах — главный редактор литературно-художественного журнала «Крыніца», в 2000—2004 годах — заместитель главного редактора журнала «Беларуская думка», сотрудничала с редакцией газеты Совета министров Республики Беларусь «Рэспубліка», с 2004 года — главный редактор журнала «Coiled Tubing Times» («Время колтюбинга»).

## Творчество
Дебютировала в 1975 году (журнал «Бярозка»). Под псевдонимом Виктория Васильева выпустила роман «Обретение счастья» (Вильнюс — Минск: Полина, 1996), под псевдонимом Галина Яхонтова — роман «Сны Анастасии» (М.: Вагриус, 1996); «Чёрная роза Анастасии» (М.: Вагриус, 1997), под псевдонимом Галина Шаревская — роман «Восток любви» (М.: Яуза, 1997), под псевдонимом Элис Фокс — роман «Белоснежка и Чернодымка» (Минск, 1998). Печатается также под псевдонимами Елена Лисовская и Елена Сахарова. Перевела роман Я. Флеминга «Шпион, который меня любил» (М.: Дайджест, 1991).

### Сборники поэзии
- бел. «Сінтэз : Вершы» («Синтез : Стихотворения») (1986)
- бел. «Турмалін : Вершы» («Турмалин : Стихотворения») (1994)

Подборка стихотворений Г. Булыка вошли также в сборник «Сцяжына» («Тропа») (1983).

## Награды и звания
- Почётная грамота Национального собрания Республики Беларусь (2001).